# Cité de Perth Sud
La Ville de Perth Sud  (City of South Perth en anglais) est une zone d'administration locale dans la banlieue de Perth en Australie-Occidentale en Australie à environ 4 kilomètres au sud du centre-ville. 
La zone est divisée en un certain nombre de localités :
- Como
- Karawara
- Kensington
- Manning
- Salter Point
- South Perth
- Waterford

La zone a 12 conseillers locaux et est découpée en six circonscriptions de deux conseillers.

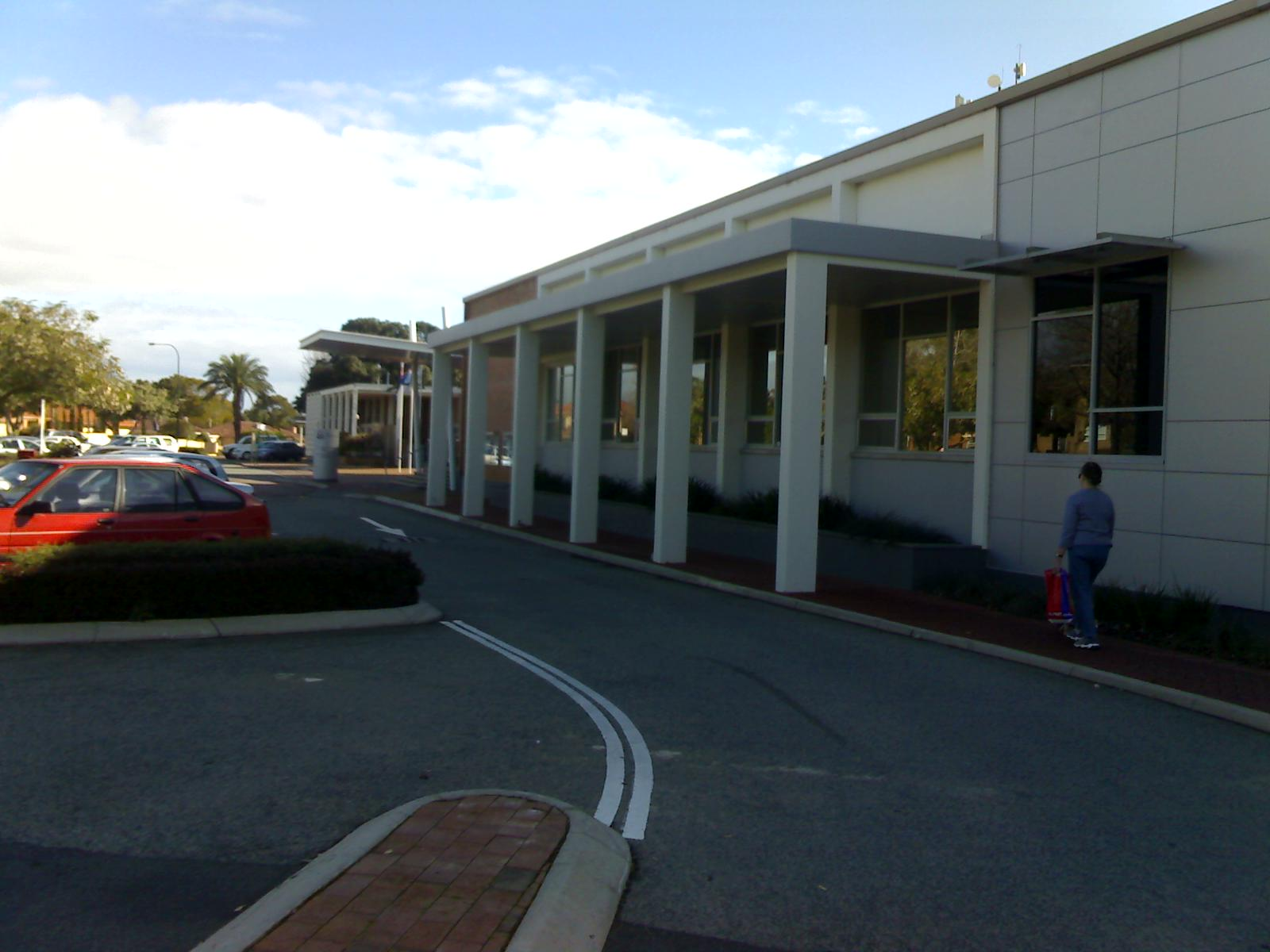
Bâtiments de la salle du Conseil

- Civic Ward
- Como Beach Ward
- Manning Ward
- McDougall Ward
- Mill Point Ward
- Moresby Ward.